# Finska vaterpolska reprezentacija
Finska vaterpolska reprezentacija predstavlja državu Finsku u športu vaterpolu.

## Nastupi na velikim natjecanjima

### Europska prvenstva
- 1970.: 13. mjesto